# Heliograf (måleinstrument)
 For alternative betydninger, se Heliograf. (Se også artikler, som begynder med Heliograf)
En heliograf er et instrument til at måle antallet af solskinstimer på en dag med.